# Луково (община Кратово)
Луково (макед. Луково) — село в Республике Македония, входит в общину Кратово.
Село расположено в Осогово, к юго-востоку от административного центра общины — города Кратово. Высота над уровнем моря — 969 м.

## История
Упоминается в 1019 году как часть Скопской епархии Охридского архиепископства
В 1900 году здесь проживало 120 жителей, все болгары (македонцы)—христиане. В 1905 году 80 жителей села были прихожанами церкви Болгарской екзархии.
В 1903 году здесь погибли участники революционного движения болгар в Македонии, в том числе один из вождей восстания — Никола Дечев и поэт-революционер Розенталь, Юлий Цезарь.